# Чернігівська друкарня

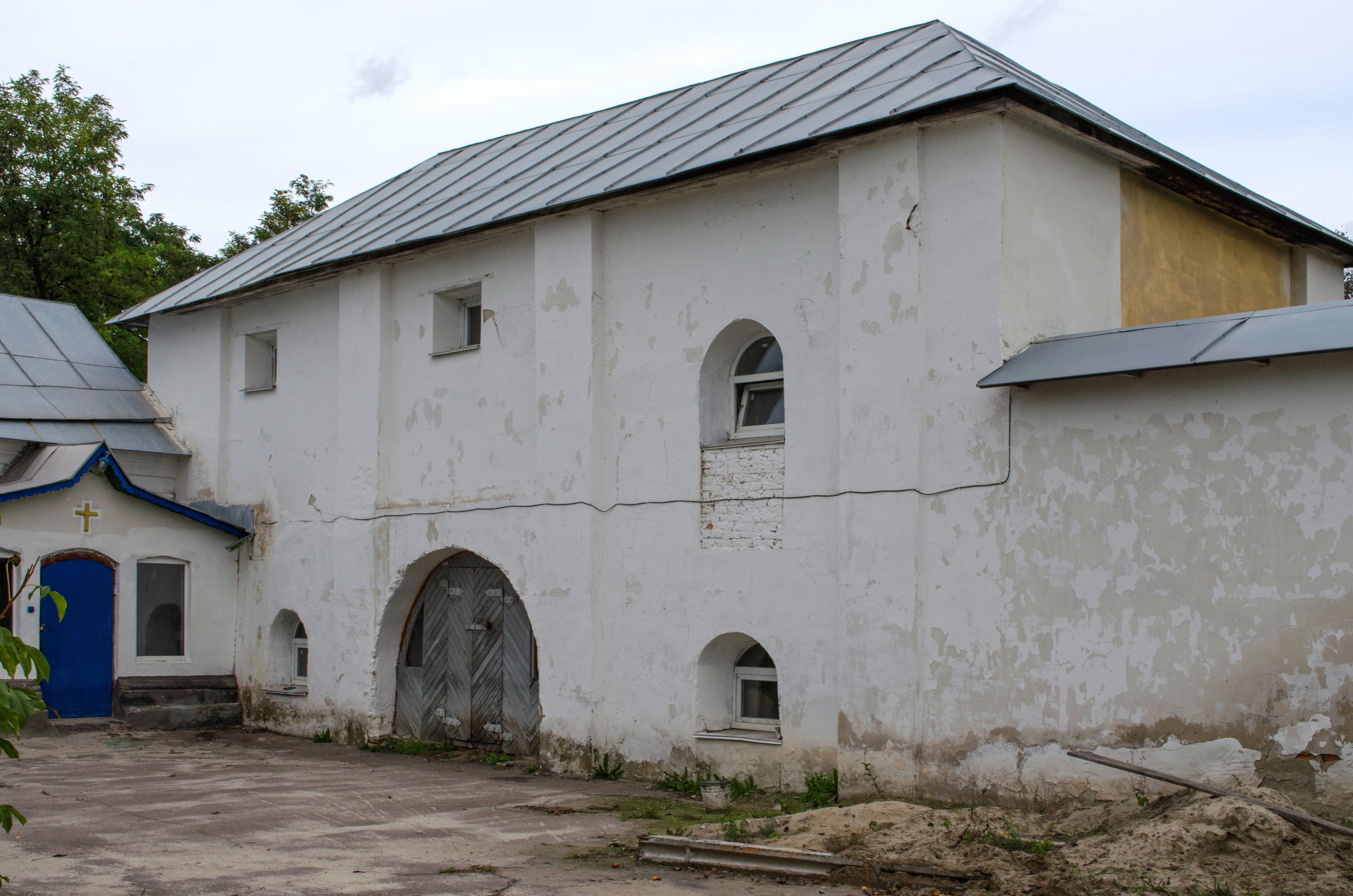
Будівля Іллінських воріт у Чернігові, відома як друкарня, сучасний вигляд (2013).

Черні́гівська друка́рня заснована близько 1675 Лазарем Барановичем у Новгороді Сіверському, 1679 перенесена до Чернігова.
На початку 18 століття Чернігівська друкарня за величиною продукції була третьою після Києва і Львова; мала свою папірню. Тут друкувалися богослужбові книги, полемічні твори І. Ґалятовського, вірші І. Максимовича, історичні та богословські твори Д. Туптала-Ростовського, перекладні твори з латинської мови та ін.
У друкарні працювали визначні гравери, серед них Л. Тарасевич, І. Щирський, І. Стрельбицький, М. Чернявський, Я. Таляревський, Н. Зубрицький. 
Попри заборони і погрози Синоду, щоб усі книги були «с московскими согласны», Чернігівська друкарня до 1724 року зберегла самостійність і друкувала книги українською, польською, латинською і церковно-слов'янською мовами різного змісту. 
З 1724 року занепала, а 1820 перестала існувати.